# Eisbock

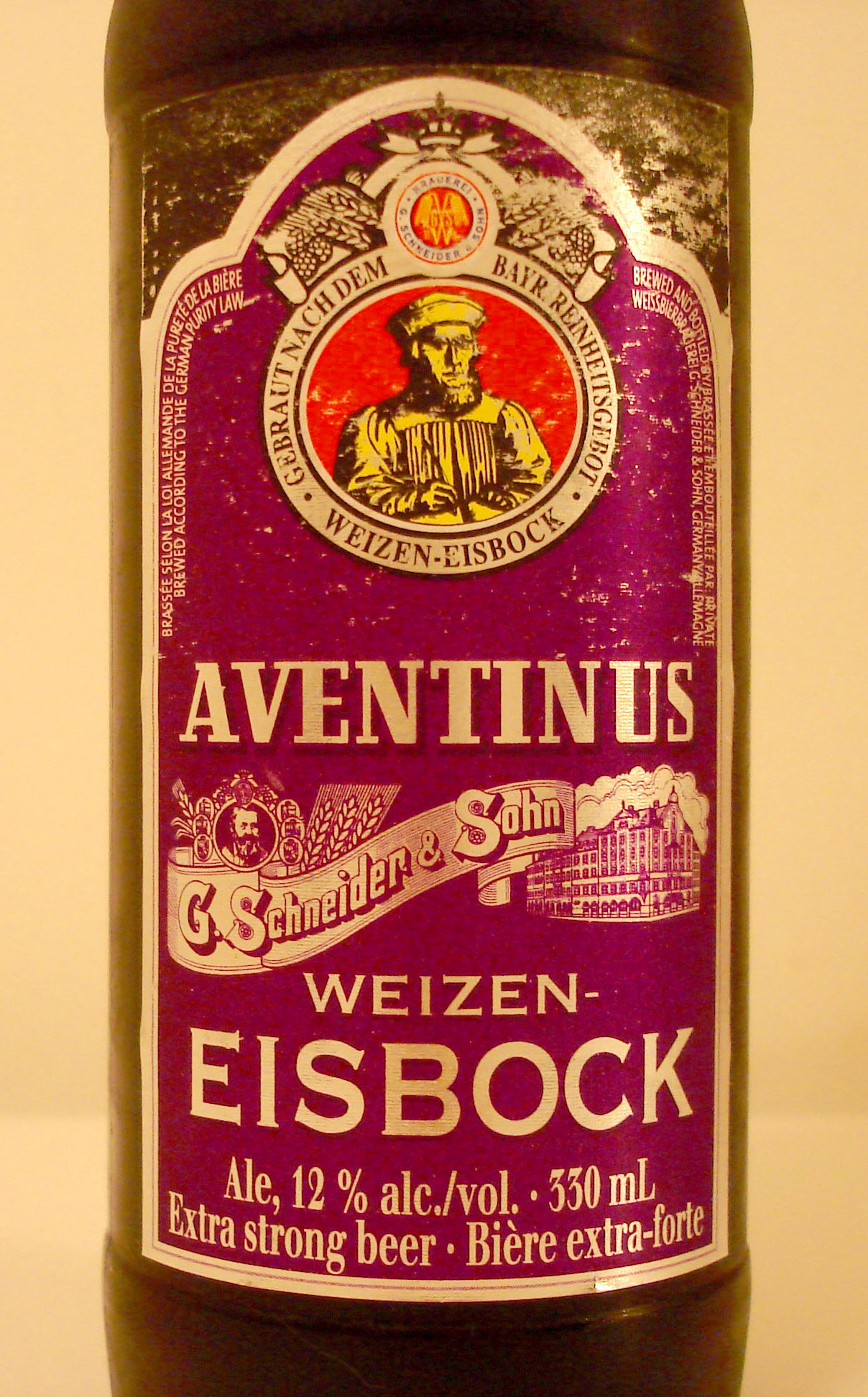
Aventinus Weizen-Eisbock

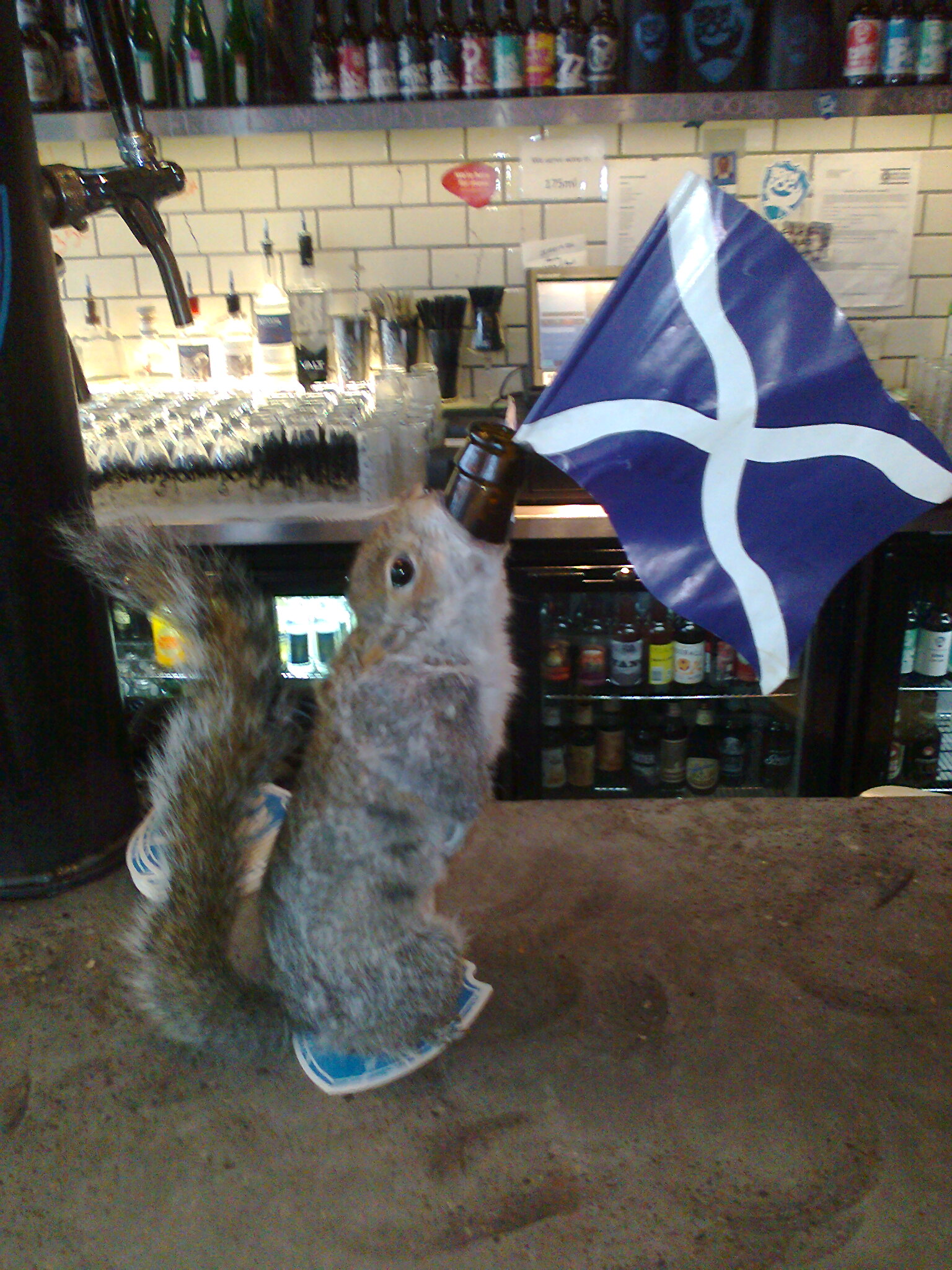
The End of History, BrewDog

Eisbock is een biersoort die bekomen wordt door het bevriezen van bier, meestal Doppelbock, waardoor men een hoger alcoholgehalte krijgt.

## Werkwijze
Door bier te behandelen volgens de Eisbock-methode of vriesdestillatiemethode bekomt men bier met een hoog alcoholgehalte. Men gebruikt hier een uitgegist bier dat na lagering op lage temperatuur gebracht wordt. Omdat water bij een hogere temperatuur bevriest dan alcohol, zal eerst het water bevriezen. Door de ijskristallen te scheiden zal het totale volume met ongeveer 10% dalen en bekomt men meestal een donker roodbruin bier met alcoholpercentage tussen 9 en 13% met een volmondiger smaak. Door deze methode meerdere malen toe te passen kan men het bier steeds geconcentreerder maken.

## De legende
Volgens de legende zou dit bier bij toeval ontstaan zijn in de periode 1890-1900 in de Reichelbräu brouwerij te Kulmbach. Op een winteravond was een brouwersgast twee vaten bockbier vergeten binnen te zetten in de kelder. Na een vriesnacht vond de brouwmeester ’s ochtends de opengebarsten vaten en de inhoud bevroren. Binnenin het ijs was echter nog een bruine vloeistof aanwezig. Wegens het ruïneren van twee vaten bier werd de brouwersgast als straf verplicht deze overgebleven “smurrie” op te drinken. Deze bruine vloeistof bleek echter lekkerder dan verwacht en zodoende was deze gast de allereerste ooit die Eisbock gedronken heeft. Sindsdien werden elk jaar gedurende koude nachten enkele vaten buiten gerold.

## Zwaarste bier ter wereld
De Reichelbräu brouwerij werd deel van de Kulmbacher brauerei en de Eisbock wordt nu G'frorns of Bayrisch Gefrorns genoemd. Door de vriesdestillatiemethode herhaaldelijk toe te passen bekomt men steeds sterkere bieren, ook wel ISB’s (Insanely Strong Beers) genoemd. De Amerikaanse brouwer Jim Koch van de Boston Beer Company bracht in 1994 Samual Adams Triple Bock (17%) op de markt, gevolgd in 1999 door Samual Adams Millennium (21%) en tussen 2002 de Samual Adams Utopias-serie, met in 2007 een alcoholpercentage van 27%. In 2008 bracht brouwer Georg Tscheuschner van de Duitse Kleinbrauerei Schorschbräu de Schorschbock 31% op de markt. De Schotse brouwers James Watt en Martin Dickie van BrewDog reageerden in november 2009 met Tactical Nuclear Penguin (32%). Kort daarop volgde de Italiaanse brouwer Alex Leberati van Revelation Cat Craft met Freeze the Penguin (35%), een samenwerking met de Belgische Proefbrouwerij. In december 2009 werd dit record alweer gebroken door Schorschbräu met Schorschbock 40%. In 2010 ging de onderlinge wedstrijd verder. In februari was het terug Brewdog met Sink the Bismarck! (41%), in mei weer Schorsbräu met Schorschbock 43% en in juli Brewdog met The End of History. In oktober 2011 brouwde Schorschbräu hun Schorschbock 57%. Uiteindelijk bracht in oktober 2012 de Schotse brouwerij Brewmeister hun Brewmeister Armageddon (65%) op de markt. De Nederlandse Brouwerij 't Koelschip claimde in 2010 met Obilix (45%) en met Start the Future (60%) ook het sterkste bier, maar deze bieren waren bekomen door toevoeging van extra alcohol, en daarom niet gehomologeerd.

## Ice beer
Ice beer is niet hetzelfde als Eisbock maar werd in 1993 “uitgevonden” door de Labatt Brewing Company in Canada. Dit bier is gebaseerd op een lichte lager waarbij de vriesmethode toegepast wordt. Na het bevriezen wordt het bier gefilterd waardoor een deel van de smaak en ook de bitterheid vermindert en daarna terug aangevuld met water waardoor het alcoholgehalte terug op hetzelfde peil gebracht wordt. Wat overblijft is een zacht mild bier met heel weinig (hop)bitterheid.